# Sénezergues
Sénezergues település Franciaországban, Cantal megyében. Lakosainak száma 209 fő (2022. január 1.). Sénezergues Cassaniouze, Junhac, Marcolès, Sansac-Veinazès és Puycapel községekkel határos.

## Népesség
A település népessége az elmúlt években az alábbi módon változott:
| Lakosok száma | 310  | 278  | 270  | 197  | 195  | 193  | 194  | 204  | 209  | 209  |
|               | 1968 | 1982 | 1990 | 2006 | 2013 | 2015 | 2017 | 2019 | 2020 | 2022 |